# Cabezabellosa de la Calzada

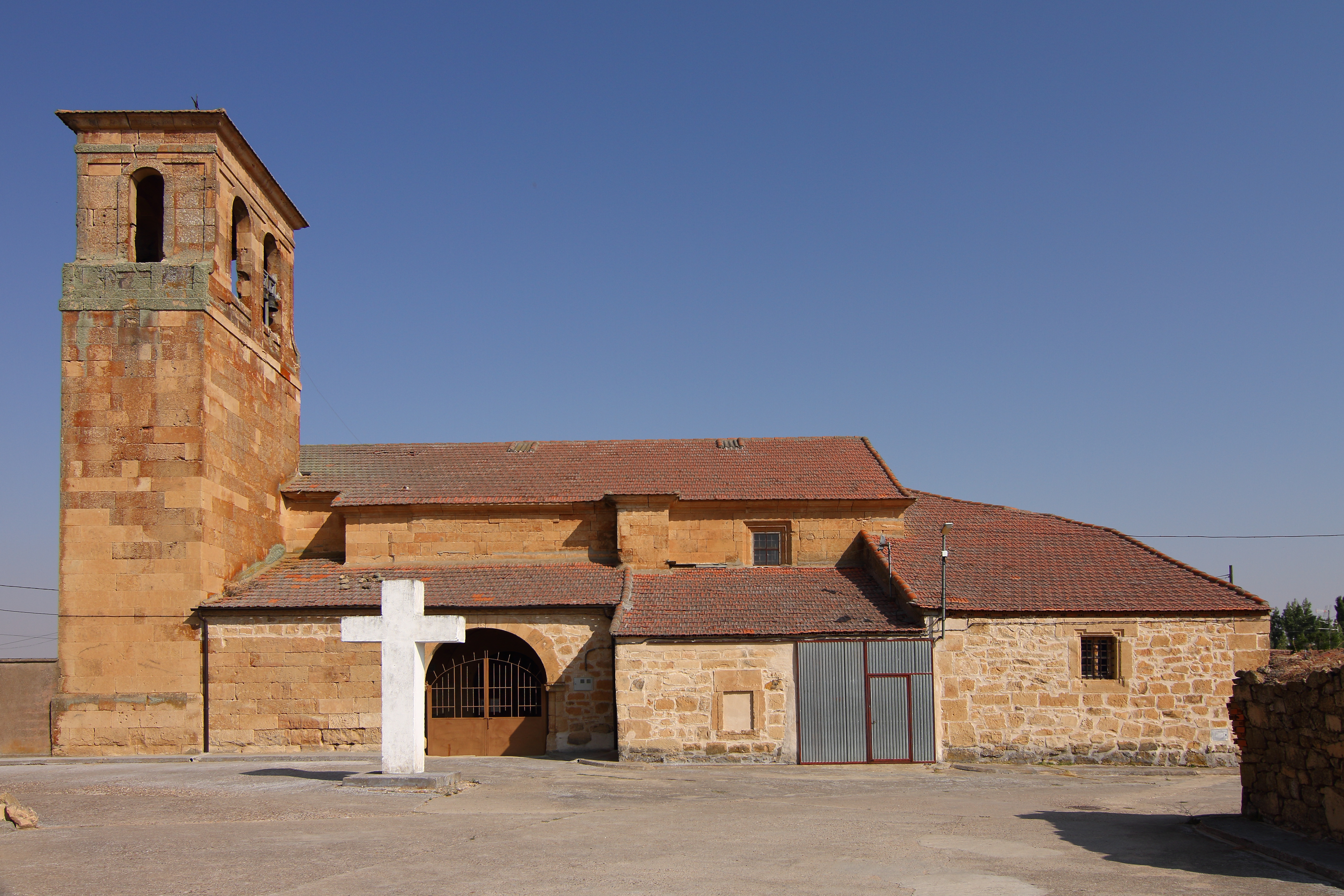
Iglesia de Ntra. Sra. de la Asunción

Cabezabellosa de la Calzada es un municipio y localidad española de la provincia de Salamanca, en la comunidad autónoma de Castilla y León. Se integra dentro de la comarca de La Armuña. Pertenece al partido judicial de Salamanca y a la Mancomunidad La Armuña.
Su término municipal está formado por un solo núcleo de población, ocupa una superficie total de 8,49 km² y según los datos demográficos recogidos en el padrón municipal elaborado por el INE en el año 2017, cuenta con una población de 83 habitantes.

## Etimología
El nombre de Cabezabellosa se repite aplicado a distintos parajes y pueblos; así, por ejemplo, en el cacereño lugar de Cabezabellosa. Riesco Chueca sitúa su origen en metáforas capilares, del tipo del francés pelouse ‘césped’, partiendo del latín VILLŌSUS 'velludo, hirsuto'. En tales denominaciones puede haber tenido influencia el frecuente hecho de que los accidentes del relieve o del roquedo vayan acompañados de una cubierta vegetal diferenciada: pequeños o grandes parches de matorral aislado, o de vegetación herbácea densa o enmarañada pueden haber suscitado la comparación con barbas, cabellos o vellos.
Similar origen tendrán topónimos como Peñavellosa y Valvellosa (Molinaferrera, León) y también el cerro de Capeloso (La Faba, León) o el pueblo de Capileira (Granada). Puede compararse también el topónimo, frecuente en Portugal, Barbosa, que sin duda tiene un referente vegetal, a la vista de su sufijo. El árabe vulgar ŠA‛RA, del que procede el castellano jara, es el femenino de un adjetivo que significa ‘velloso, peludo’, pero pasó a significar en el norte de África y al-Ándalus ‘bosque, bosquecillo’ y luego ‘matorral, mata’. El uso metafórico en Cabezavellosa se basa en una coordinación de símiles: un altozano es equiparado a una cabeza y su vegetación, al vello de esta (entendido como pelo hirsuto, crespo o rizado).  Tal hipótesis, que implica una coordinación o refuerzo metafórico, parece darse también en el abundante topónimo Cabezamesada (en Toledo y otras partes), que habrá de entenderse como 'cabeza cuyo pelaje parece arrancado'; ello siempre aludiendo a la cubierta vegetal del altozano en cuestión, y sobre la base del antiguo mesar 'arrancar[se] los pelos'.
El determinativo, "de la Calzada", hará alusión a la ubicación del pueblo sobre la antigua calzada que unía Salamanca y Medina del Campo.

## Historia
Fundado por los reyes de León en la Edad Media, Cabezabellosa de la Calzada quedó encuadrado en el cuarto de Villoria de la jurisdicción de Salamanca, dentro del Reino de León, denominándose entonces Cabeçavellosa. Con la creación de las actuales provincias en 1833, Cabezabellosa de la Calzada quedó encuadrado en la provincia de Salamanca, dentro de la Región Leonesa.

## Geografía humana

### Demografía
Cuenta con una población de 74 habitantes (INE 2024).

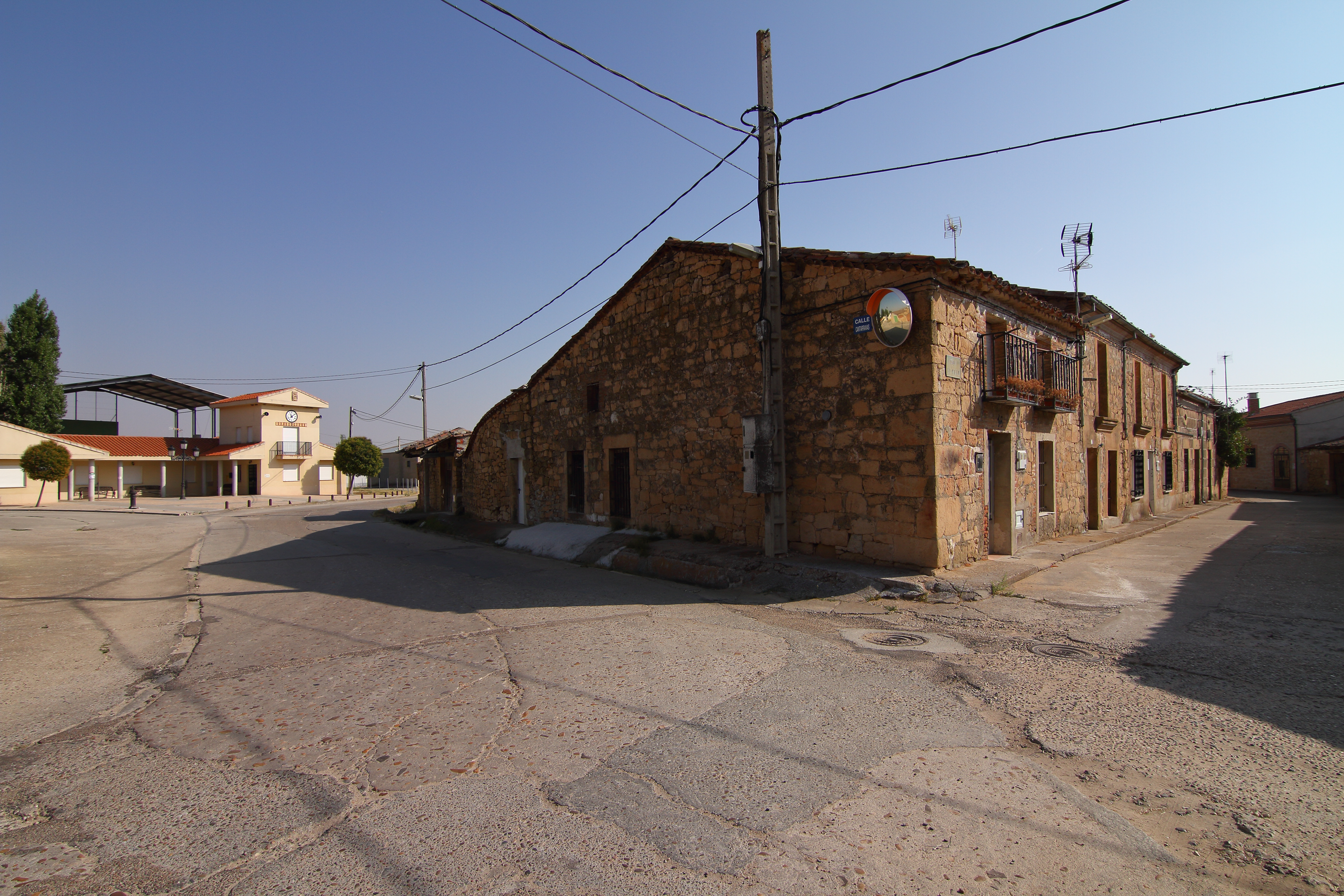
Calle Cantarranas y Ayuntamiento.

| Gráfica de evolución demográfica de Cabezabellosa de la Calzada entre 1842 y 2021 |
| |
| Población de derecho según los censos de población del INE Población de hecho según los censos de población del INEEn estos censos se denominaba Cabezavellosa: 1842, 1857, 1860, 1877, 1887, 1897, 1900 y 1910 En este censo se denominaba Cabezavellosa de la Calzada: 1920 |

## Administración y política
| Partido político                              | 2019  | 2019  | 2019       | 2015  | 2015  | 2015       | 2011  | 2011  | 2011       | 2007  | 2007  | 2007       | 2003  | 2003  | 2003       |
| Partido político                              | %     | Votos | Concejales | %     | Votos | Concejales | %     | Votos | Concejales | %     | Votos | Concejales | %     | Votos | Concejales |
| Partido Popular (PP)                          | 78,46 | 51    | 3          | 66,10 | 39    | 2          | 66,22 | 49    | 5          | 56,25 | 54    | 5          | 59,38 | 57    | 3          |
| Partido Socialista Obrero Español (PSOE)      | 30,77 | 20    | 0          | 15,25 | 9     | 1          | 28,38 | 21    | 0          | 18,75 | 18    | 0          | 17,71 | 17    | 1          |
| Unión del Pueblo Salmantino (UPSa)            | —     | —     | —          | —     | —     | —          | —     | —     | —          | 22,92 | 22    | 0          | 50,00 | 48    | 1          |
| Unidad Regionalista de Castilla y León (URCL) | —     | —     | —          | —     | —     | —          | —     | —     | —          | —     | —     | —          | 15,63 | 15    | 0          |